# Oligosita foersteri
Oligosita foersteri is een vliesvleugelig insect uit de familie Trichogrammatidae. De wetenschappelijke naam is voor het eerst geldig gepubliceerd in 1914 door Girault.